# Zócalo

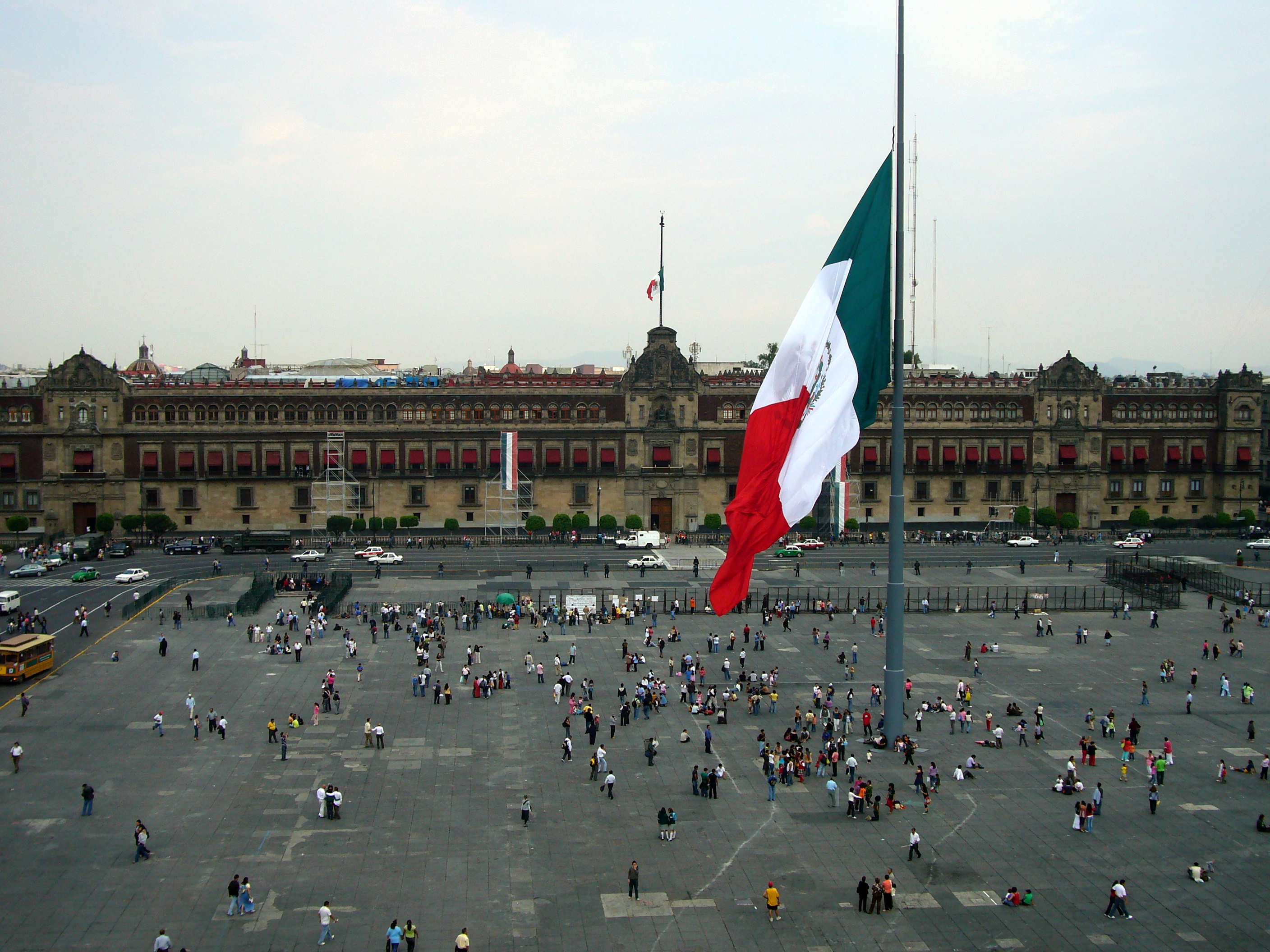
Zócalo

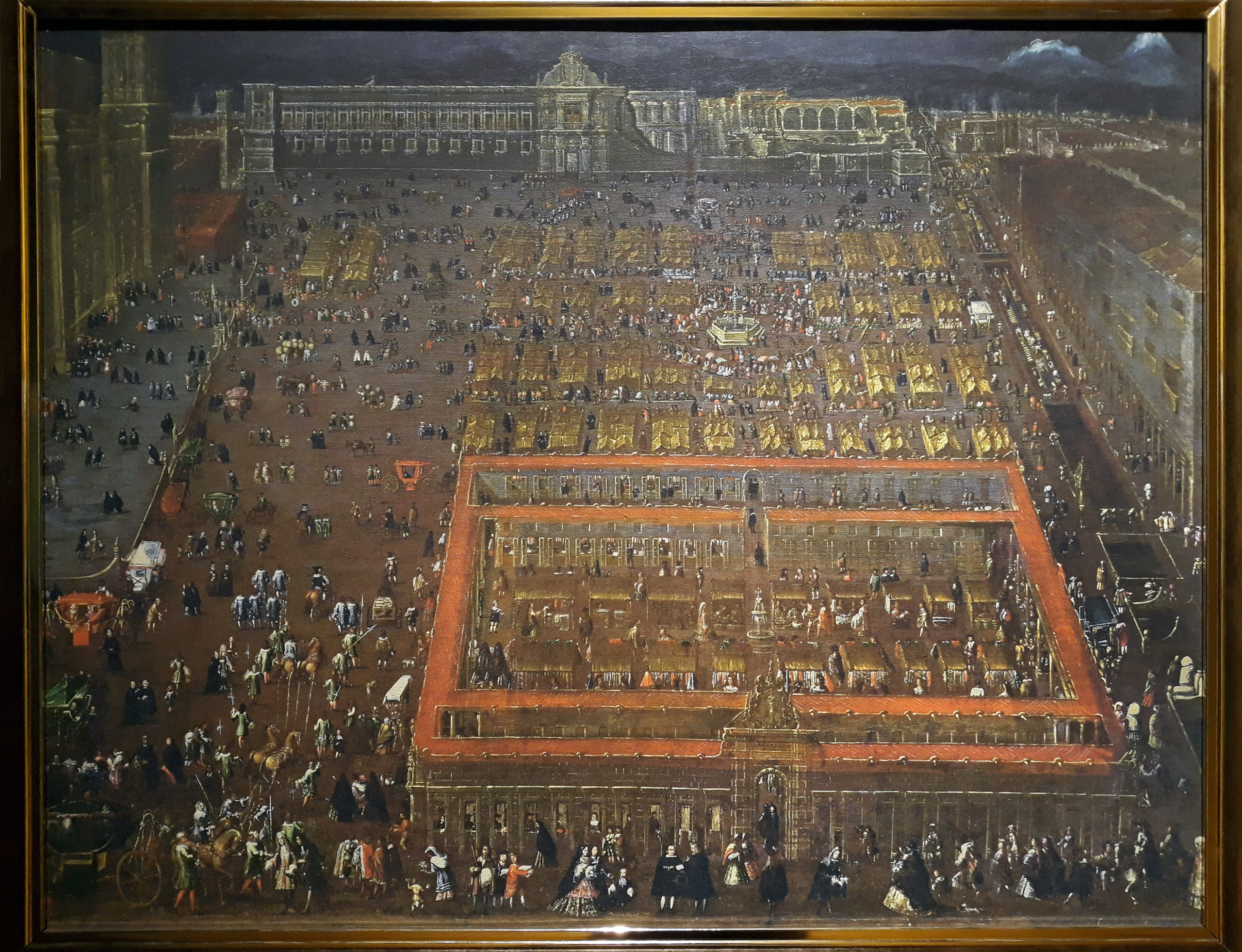
Widok na Plaza Mayor (Zócalo) w Meksyku (około 1695) przez Cristóbal de Villalpando.

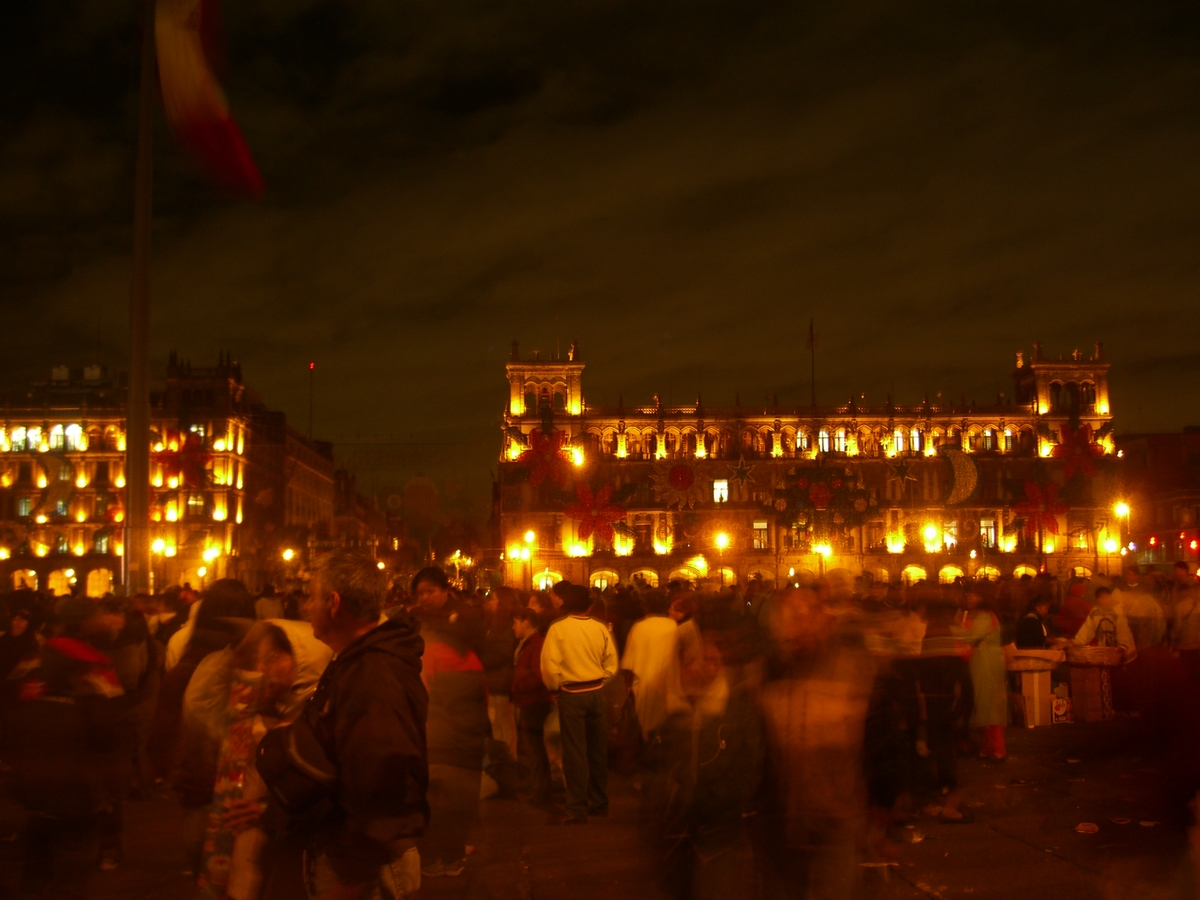
Fiesta na Zócalo

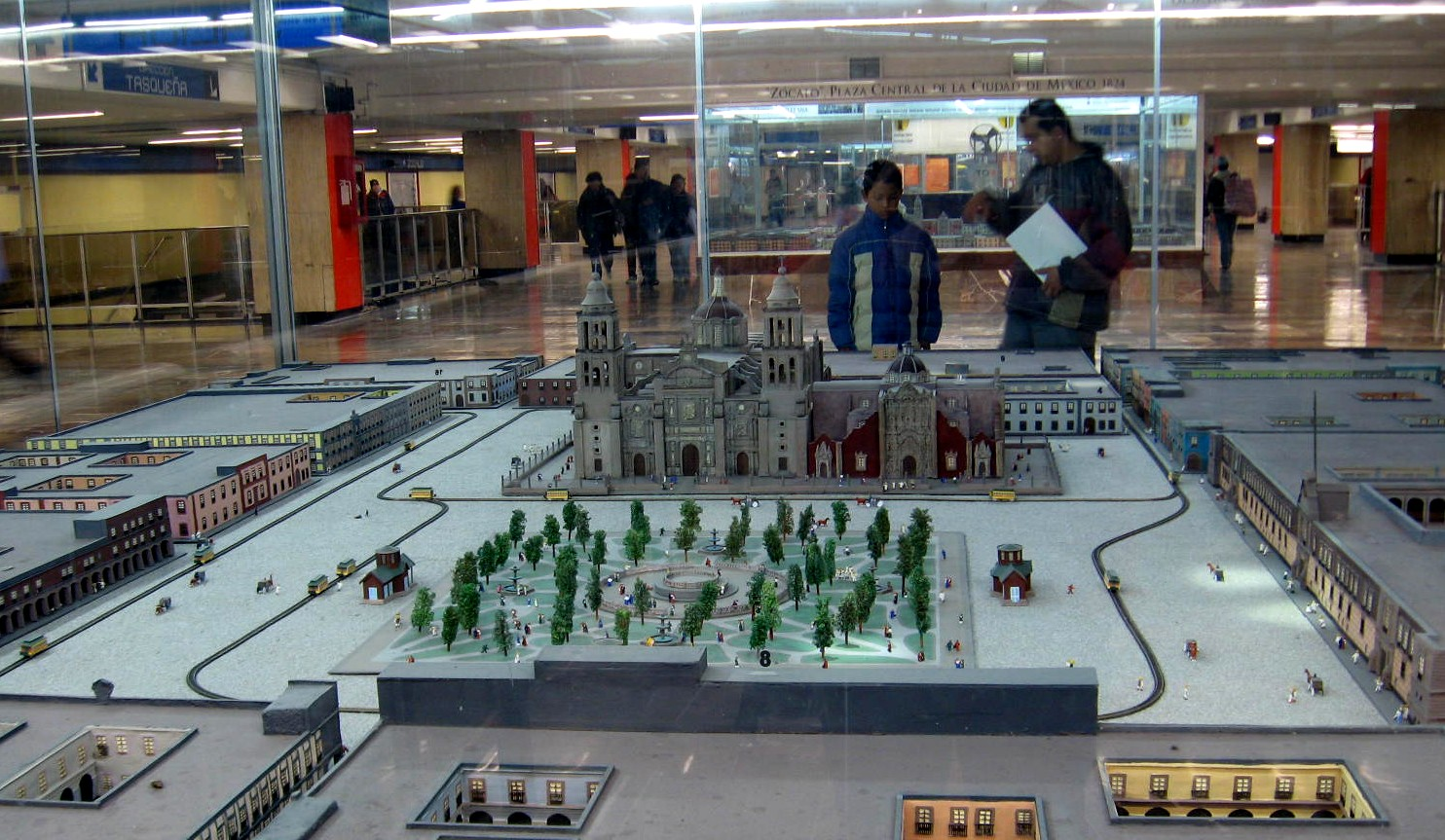
Model Zócalo z 1910 roku na stacji metra

Zócalo – główny plac miejski w mieście Meksyk, noszący oficjalną nazwę Plaza de la Constitución. Zajmuje powierzchnię 46800 m² (195 m × 240 m) i jest jednym z największych placów na świecie.
Plac został wytyczony przez konkwistadorów w XVI w. w miejscu, gdzie uprzednio znajdowało się polityczne i religijne centrum azteckiej stolicy Tenochtitlán, ze świątynią nazwaną przez Hiszpanów Templo Mayor oraz pałacem Montezumy. Tuż przy placu zbudowano Katedrę Metropolitarną.

## Nazwa
Popularna, aczkolwiek nieformalna nazwa „Zócalo” znaczy dosłownie „cokół”, od postawionego na nim w 1843 roku cokołu pod planowany pomnik niepodległości Meksyku. Do budowy pomnika nigdy nie doszło, nic nie pozostało również z samego cokołu oprócz nazwy. W różnych okresach plac nosił różne oficjalne nazwy, takie jak Plaza de Armas (Plac Broni), Plaza Principal, Plaza Mayor (obie w znaczeniu Główny Plac). Obecna nazwa wiąże się z zaprzysiężeniem w tym miejscu konstytucji hiszpańskiej z 1812 roku.
Nazwa „Zócalo” na oznaczenie głównego placu często jest również stosowana przez inne miasta i miasteczka w Meksyku.